# Nuoto ai XVII Giochi del Mediterraneo - 100 metri rana femminili
Le gare di nuoto nella categoria 50 metri rana femminile si sono tenute il 21 giugno 2013 al Yeni Olimpik Yüzme Havuzu di Mersin.

## Calendario
Fuso orario EET (UTC+3).
| Data      | Ora   | Turno    |
| --------- | ----- | -------- |
| 21 giugno | 09:40 | Batterie |
| 21 giugno | 18:10 | Finale   |

## Risultati
Le 14 atlete vengono inquadrate in due batterie da 7 nuotatrici ciascuna. Si qualificano alla finale i primi otto tempi.

### Batterie
| Pos. | Nome                    | Nazione  | Tempo   | Batt. | Corsia | Note |
| ---- | ----------------------- | -------- | ------- | ----- | ------ | ---- |
| 1    | Dilara Buse Günaydın    | Turchia  | 1'09"21 | 1     | 5      | Q    |
| 2    | Jèssica Vall Montero    | Spagna   | 1'09"81 | 2     | 2      | Q    |
| 3    | Giulia De Ascentis      | Italia   | 1'10"17 | 2     | 5      | Q    |
| 4    | Coralie Dobral          | Francia  | 1'10"43 | 1     | 6      | Q    |
| 5    | Maria Georgia Michalaka | Grecia   | 1'10"94 | 2     | 6      | Q    |
| 6    | Tjasa Vozel             | Slovenia | 1'11"00 | 2     | 3      | Q    |
| 7    | Michela Guzzetti        | Italia   | 1'11"18 | 2     | 4      | Q    |
| 8    | Fanny Deberghes         | Francia  | 1'12"06 | 2     | 7      | Q    |
| 9    | Tanja Smid              | Slovenia | 1'12"34 | 1     | 3      |      |
| 10   | Mai Mostafa             | Egitto   | 1'12"73 | 1     | 7      |      |
| 11   | Melisa Emirbayer        | Turchia  | 1'15"05 | 1     | 1      |      |
| 12   | Sarra Lajnef            | Tunisia  | -       | 1     | 2      | DNF  |
| 12   | Sara El Bekri           | Marocco  | -       | 1     | 4      | DNF  |
| 12   | Konstantina Papailia    | Grecia   | -       | 2     | 1      | DNF  |

### Finale
| Pos. | Atleta                  | Nazionalità | Tempo   | Corsia |
| ---- | ----------------------- | ----------- | ------- | ------ |
|      | Giulia De Ascentis      | Italia      | 1'08"57 | 3      |
|      | Jèssica Vall Montero    | Spagna      | 1'08"80 | 5      |
|      | Dilara Buse Günaydın    | Turchia     | 1'09"00 | 4      |
| 4    | Michela Guzzetti        | Italia      | 1'09"09 | 1      |
| 5    | Coralie Dobral          | Francia     | 1'10"00 | 6      |
| 6    | Maria Georgia Michalaka | Grecia      | 1'10"46 | 2      |
| 7    | Tjasa Vozel             | Slovenia    | 1'11"30 | 7      |
| 8    | Fanny Deberghes         | Francia     | 1'12"44 | 8      |